# 牛平甫
牛平甫（1915年4月22日—2008年10月18日），原名牛家麟，辽宁朝阳人，中华人民共和国政治人物，中国民主促进会中央委员会原常务委员，辽宁省政协原副主席。